# Szymon Dulny
Szymon Dulny (ur. 23 listopada 1900 w Michałowie, zm. 1973) – polski rolnik i polityk ruchu ludowego, poseł na Sejm PRL I kadencji.

## Życiorys
Syn Kacpra i Balbiny. Od lat 30. XX wieku członek Stronnictwa Ludowego, uczestniczył w strajkach chłopskich. W latach 1948–1949 prezes SL w Opatowie. W 1949 wstąpił do Zjednoczonego Stronnictwa Ludowego, zostawał kolejno członkiem prezydium powiatowego komitetu wykonawczego w Opatowie (1949) oraz I wiceprezesem (1952) i wiceprezesem (1956) wojewódzkiego komitetu wykonawczego w Kielcach. W 1952 uzyskał mandat posła na Sejm PRL w okręgu Ostrowiec Świętokrzyski.

## Odznaczenia
- Srebrny Krzyż Zasługi (1952)[1].
- Medal 10-lecia Polski Ludowej (1955)[2].